# Orectogyrus oscari
Orectogyrus oscari là một loài bọ cánh cứng trong họ van Gyrinidae. Loài này được Apetz miêu tả khoa học năm 1854.